# Limosella semiensis
Limosella semiensis är en flenörtsväxtart som beskrevs av Pichi-sermolli. Limosella semiensis ingår i släktet ävjebroddar, och familjen flenörtsväxter. Inga underarter finns listade i Catalogue of Life.